# Krške Alpe
Krške Alpe (nemško Gurktaler Alpen oz. Nockberge) so gorstvo v centralnih vzhodnih Alpah na avstrijskem Koroškem.
Na severu so omejene z reko Muro, ki jih ločuje od Nizkih Tur, na vzhodu so preko sedla Neumarkter Sattel (894 m) vezane na Labotniške Alpe. Na jugu Alpe ločuje od Karavank široka Dravska dolina z Osojskim (Ossiachersee) in Vrbskim jezerom (Wörthersee) ter mesti Beljakom (Villach), Trgom (Feldkirchen) in Celovcem (Klagenfurt). Na jugozahodu mejijo preko reke Drave in Milštatskega jezera (Millstättersee) na Ziljske Alpe, medtem ko jih dolina reke Lieser (levi 50 km dolgi pritok Drave) in prelaz Katschberg (1641 m) na severozahodu ločuje od skupine Ankogel in Visokih Tur. Osrednja reka Krka, ki izvira v osrčju gorstva južno od prelaza Turracher Höhe daje ime celotnemu gorstvu in je skupaj z Glödnitzbachom in prelazom Flattnitz-Höhe navidezna meja med vzhodnim, kjer se nahaja najvišji 2.441 metrov visoki vrh Eisenhut, in zahodnim delom gorstva; slednje imenovano tudi Nockberge. V tem delu gorstva se nahaja istoimenski narodni park z 2.440 metrov visokim Velikim Rosennockom.

## Razdelitev
Krške Alpe lahko razdelimo v pet skupin:
- gorovje Nock (Nockberge) med dolino reke Lieser (Liesertal) in vrhom Flattnitzer. Najvišji vrhovi so Eisenhut (2441 m) in Veliki Rosennock (2440m).
- Motniške gore (Metnitzer Berge) med dolino Mure in dolino Motnice (Metnitztal). Najvišji vrh je Pranker Höhe (2.166 m).
- gorovje Mödringbergzug med Motniško (Metnitz) in Krško dolino. Najvišji vrh je Dorferecken (1726 m).
- Vimiške gore (Wimitzer Berge) ležijo med Krko in dolino Glan (Glantal) skozi katero teče potok Vimica (Wimitz). Najvišja vrhova sta Schneebauer berg in Hocheck (vsak 1338 m).

Južni del Krških Alp sega do Celovške kotline. Tukaj je sedem manjših pogorij:
- Štalenska gora (Magdalensberg) (Lippekogel, 1079 m)
- Osojske Ture (Ossiacher Tauern) (Taubenbühel 1069 m)
- gorovje doline Gline (Glantaler Bergland) ((Ulrichsberg, 1022 m)
- Gure (Sattnitz) (Tanzboden, 929 m)
- Trško-možberško hribovje (Feldkirchen-Moosburg Hügelland) (Freudenberg, 817 m)
- Šentviško hribovje St. Veiter Hügelland (Buchberg, 808 m)
- gričevje Gospe Svete (Maria Saaler Berg, 746 m)

Krške Alpe so geološko podobne Lavanttaler Alpe in vzhodnim Noriškim Alpam.

## Gospodarstvo in turizem
V preteklosti je bilo v Krških alpah razvito rudarstvo in železarstvo. Zaradi pomanjkanja rude je bila ta dejavnost že v preteklem stoletju opuščena. Deluje pa še v Radenčah/Radentheinu predelava magnezita.
Danes je glavna industrija turizem. Dobro je razvit tako poletni kot zimski turizem. Najpomembnejše turistično območje je okoli Bad Kleinkirchheima. Ostala območja pa so še: Turracher Höhe (občine Predlitz-Turrach in Reichenau), Falkert (občina Reichenau) in Innerkrems (občina Krems na Koroškem), Flattnitz, Afritz in Katschberg (občina Rennweg). Največja smučišča so v pogorju Nockberg, Katschberg-Aineck, Innerkrems-Schönfeld-Karneralm, Turracher Höhe, Gerlitzen in Kreischberg v Motniških Alpah.
Nockberge so znani tudi po svojih mineralnih vrelcih.

## Ohranjanje narave
Leta 1980 je bila zgrajena visokogorska cesta Nockalmstraße (najvišja točka je 2.049 m). Poteka nekako po sredini območja Krških Alp. Območje Nockberge je bilo najprej razglašeno za Nacionalni park. Ker območje ni izpolnjevalo strogih meril za Park (preveč intenzivno gospodarjenje s pašniki in gozdovi), je bilo julija 2012 določeno za biosferni rezervat pod okriljem UNESCO.